# Le Gua (Charente-Maritime)
Le Gua ist eine südwestfranzösische Gemeinde mit 2.115 Einwohnern (Stand: 1. Januar 2022) im Département Charente-Maritime in der Region Nouvelle-Aquitaine. Die Gemeinde gehört zum Arrondissement Rochefort und zum Kanton Marennes. Die Einwohner werden Guatais genannt.

## Geographie

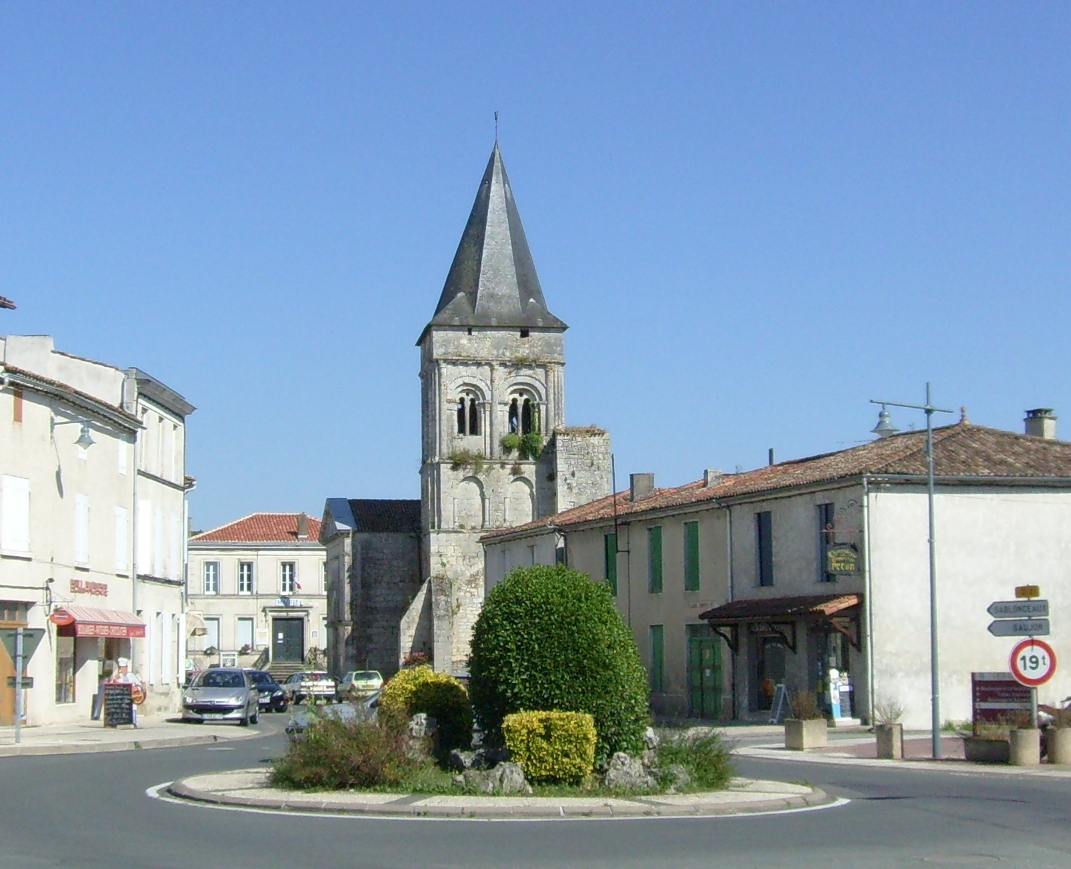
Ortszentrum von Le Gua

Le Gua liegt an den Salzwiesen und dem Mündungsästuar der Seudre in den Atlantischen Ozean in der historischen Landschaft Saintonge. Umgeben wird Le Gua von den Nachbargemeinden Saint-Sornin im Norden, Sainte-Gemme im Nordosten, Nancras im Osten und Nordosten, Sablonceaux im Osten, Saujon und L’Éguille im Süden, Mornac-sur-Seudre und Breuillet im Südwesten, Chaillevette im Westen sowie Nieulle-sur-Seudre im Nordwesten.

## Bevölkerungsentwicklung
| 1962 | 1968 | 1975 | 1982 | 1990 | 1999 | 2006 | 2017 |
| ---- | ---- | ---- | ---- | ---- | ---- | ---- | ---- |
| 1434 | 1513 | 1395 | 1491 | 1689 | 1856 | 1953 | 2097 |

## Sehenswürdigkeiten
- Kirche Saint-Laurent, 1047 bereits erwähnt, im 11. oder 12. Jahrhundert erbaut, im 19. Jahrhundert erheblich umgebaut, seit 1951 Monument historique
- Kirche Saint-Pierre-ès-Liens (Petri-Ketten) im Ortsteil Dercie aus dem 12. Jahrhundert
- Kirche Sainte-Thérèse-de-l’enfant-Jesus, 1866 erbaut
- Ruinen der Burg von Dercie

Siehe auch: Liste der Monuments historiques in Le Gua (Charente-Maritime)

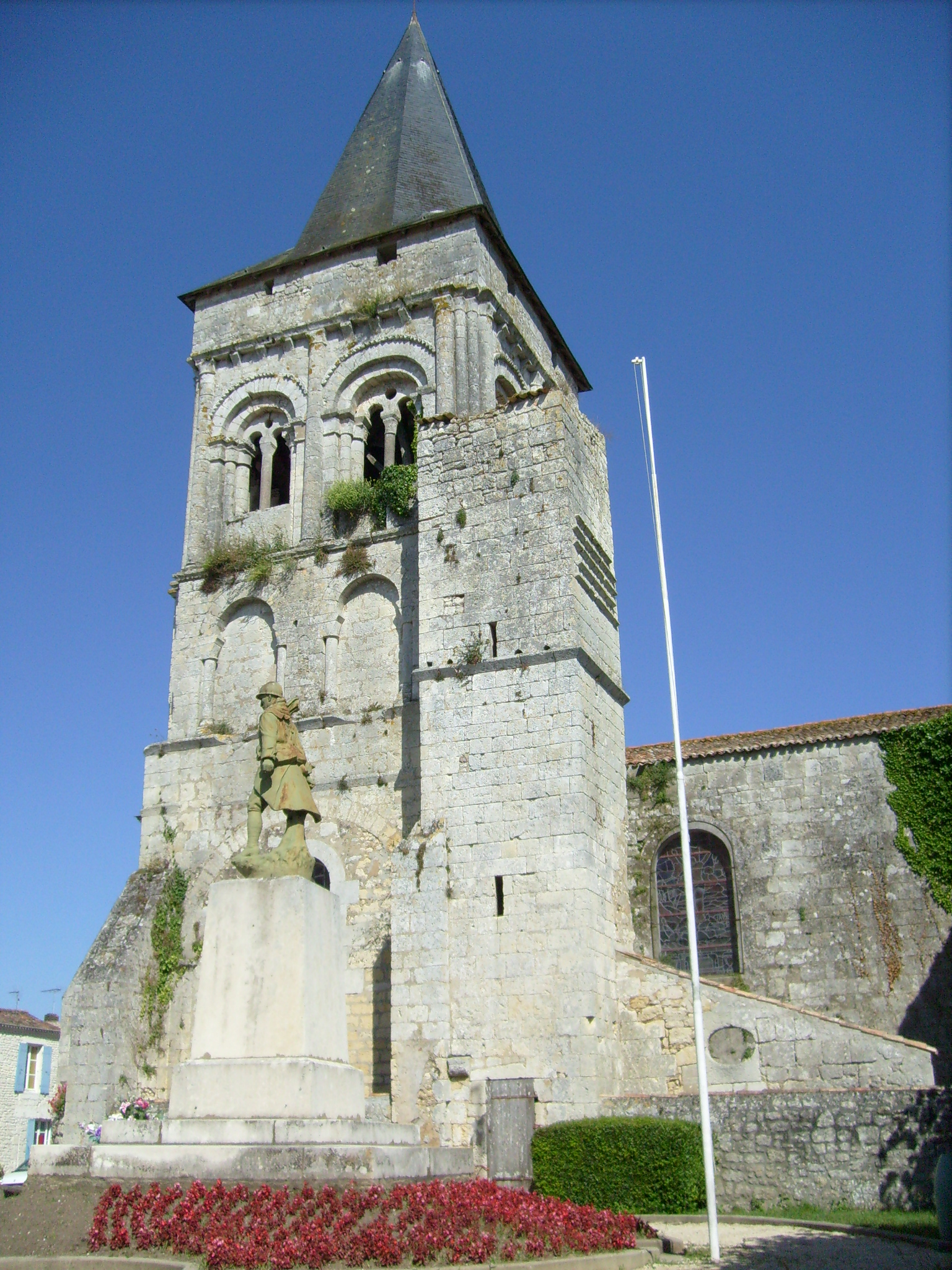
Kirche Saint-Laurent
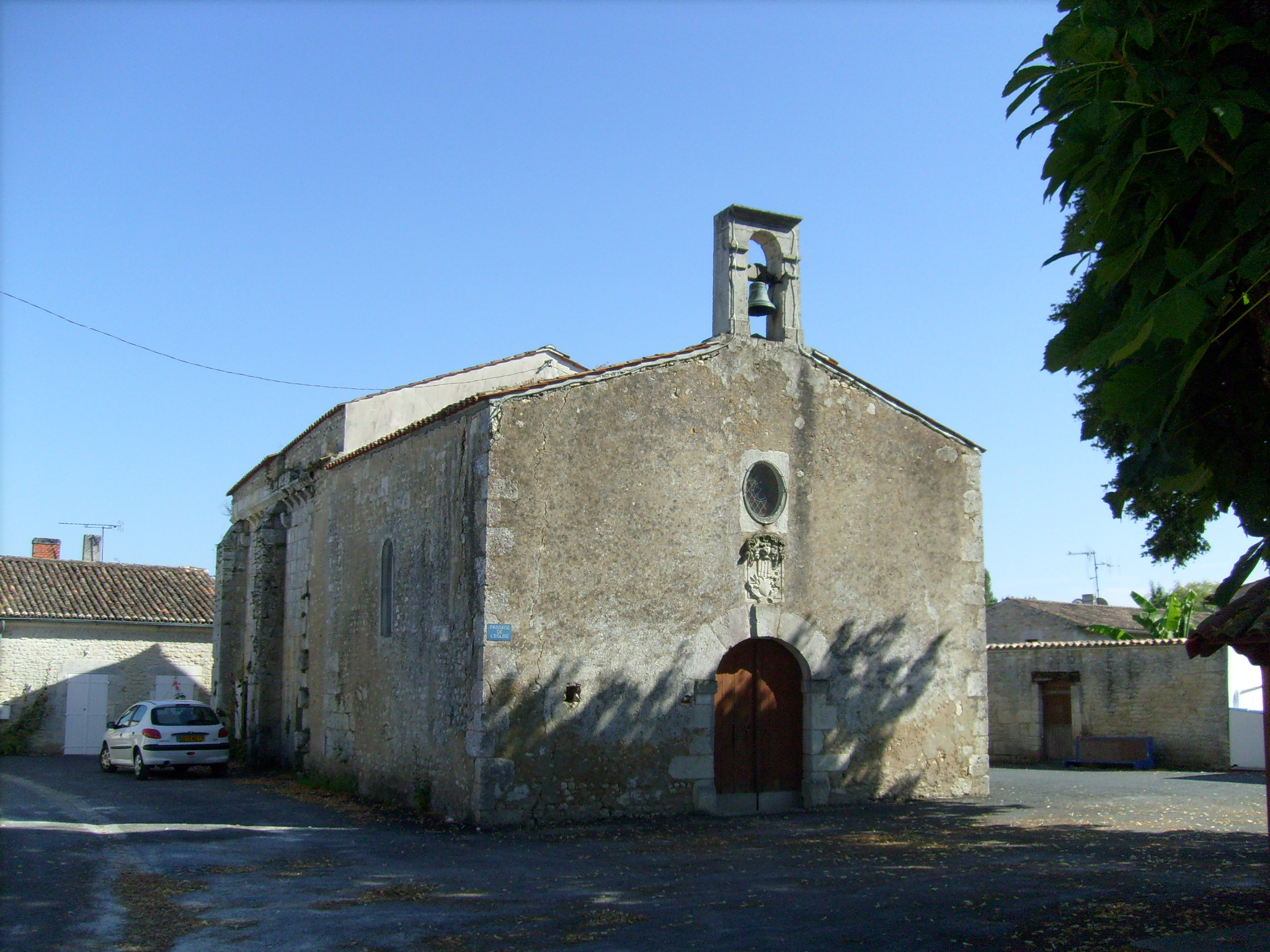
Kirche Saint-Pierre-ès-Liens
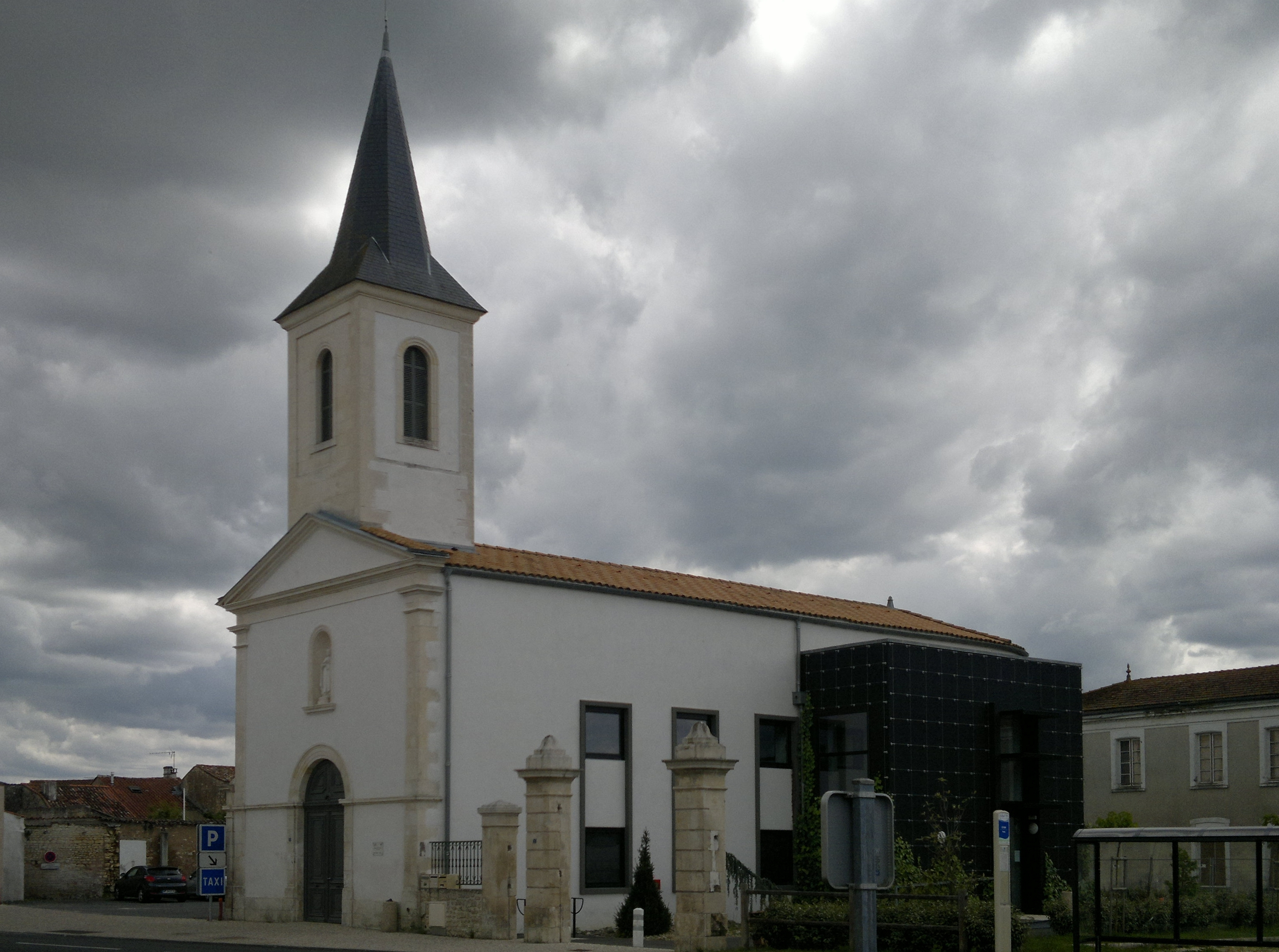
Kirche Sainte-Thérèse
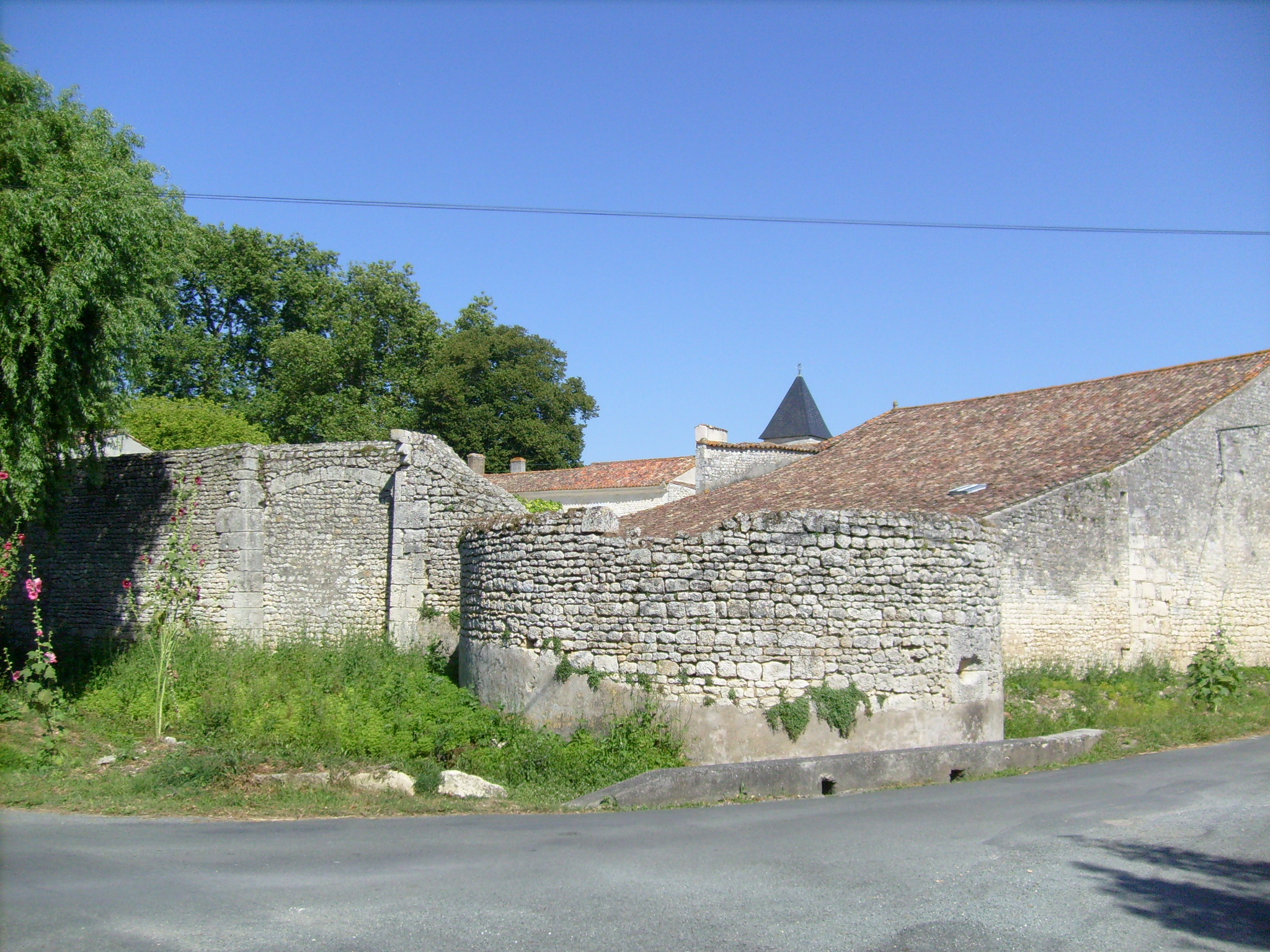
Ruinen der Burg Dercie

## Gemeindepartnerschaften
Mit der deutschen Gemeinde Philippsburg (ursprünglich mit dem heutigen Ortsteil Huttenheim) in Baden-Württemberg besteht seit 1972 eine Partnerschaft.

## Persönlichkeiten
- Jean François Renaudin (1750–1809), französischer Konteradmiral
- Philippe Mousset (* 1955), römisch-katholischer Geistlicher, Bischof von Pamiers 2009–2014, Bischof von Périgueux ab 2014